# Ventenac-en-Minervois
Ventenac-en-Minervois är en kommun i departementet Aude i regionen Occitanien  i södra Frankrike. Kommunen ligger  i kantonen Ginestas som ligger i arrondissementet Narbonne. År 2022 hade Ventenac-en-Minervois 587 invånare.

## Befolkningsutveckling
Antalet invånare i kommunen Ventenac-en-Minervois
Referens: INSEE